# どついたれ
『どついたれ』は、手塚治虫による日本の漫画。

## 概要
第二次世界大戦末期から戦後まもない時期にかけての日本社会を背景とした、手塚治虫の自伝的漫画の一つ。手塚の視点から戦中戦後を描いた作品には、他に『紙の砦』、『すきっ腹のブルース』などがあるが、この作品には手塚自身のほかに明確なモデルをもった人物が3人登場しており、前に挙げた作品とはやや異なった視点で描かれている。
『ヤングジャンプ』（集英社）において、1979年6月 - 12月に第1部が、1980年6月 - 11月に第2部が連載された。同誌の月2回刊時代に連載された第1部は、読者の受けが芳しくないことを憂えた手塚の判断で連載を打ち切った。構想を新たに連載を再開した第2部だったが、同誌の週刊化を控えた時期に、手塚の遅筆による休載を不安視した編集部の判断で打ち切りとなった。手塚は掲載誌を変えて連載を続ける意思を持っていたが、実現には至らず、本作は未完に終わった。
「哲」が物語の主軸に据えられているものの、作品には明確な主人公はなく、哲・高塚・葛城・トモやん・ヒロやんの5人が戦後辿った人生が、それぞれの視点で時に交錯しながら描かれている。

## 登場人物
山下哲（やました てつ）
戦火で親を失い、大阪駅前で浮浪児の兄貴分をしていたが、アメリカ兵を傷つけたことで追われる身となり、葛城の会社に身を寄せる。妹の美保がパン助（売春婦）に身をやつしていることがトラウマとなり、不感症に陥っている。両親のかたきとしてマッカーサー殺害を企てている。明確なモデルは存在しない。
高塚修（たかつか おさむ）
学徒動員で淀川の工場に勤めていた学生。戦後の焼け野原で漫画家としての地歩を固めていく。哲にカストリ雑誌の執筆を頼まれ、女性を描くことの難しさを思い知らされる。手塚自身がモデル。
葛城健二（かつらぎ けんじ）
従軍バッジや金鵄勲章を製造する工場の御曹司。戦時下でさえ不自由無く暮らしている家に嫌気がさし、出奔してバックル製造会社を立ち上げる。後述する「葛西健蔵」がモデル。
斉田知文（さいだ ともふみ）
通称：河内のトモやん。焼け野原の大阪で様々な商売に手を出すが、人道には反しない熱血漢。後に広沢とコンビを組む。後述する「津田友一」がモデル。
広沢明（ひろさわ あきら）
通称：八尾のヒロやん。戦後の食糧難にあって畑泥棒のリーダーを務める。だが本人は斉田と同様義賊を自認している。後述する「廣瀬昭夫」がモデル。
朴昌烈（ぼく しょうれつ）
在阪朝鮮民族東部連合会長の子息で、山下に窮地を救われた恩から大量の不良在庫となった葛城製作所のバックルを買い受けると申し出る。なお、朴の台詞の中で東部連合と暴力団「太閤組」との確執が仄めかされているが、本作は新橋の闇市で三国人（朝鮮人）とヤクザとの抗争が勃発する直前で打ち切りとなっている。
荒居克子（あらい かつこ）
通称：カッちゃん。哲にスリの身から拾い上げられ、哲を慕うようになる。哲と同じく完全な手塚の創作である。
掛川団治（かけがわ だんじ）
太閤組の幹部。葛城の人柄に惚れ込み、若い衆に捕われていた哲を引き渡す。以降、哲の後見役を買って出る。手塚の創作した人物。
野良久（のら きゅう）
警部。米兵の傷害事件を追っており、哲に目をつける。本作では珍しく手塚版スター・システムにおける「ノラキュラ」が演じている。
ジェームズ醍醐（ - だいご）
日本人とアメリカ人の混血。フィリピンの収容所から自分を救ったマッカーサーに恩義を感じている。

## 登場人物のモデルについて
前述のように、作中の4人の登場人物には実在のモデルが存在しており、ここでは高塚修（手塚治虫）を除く3人について述べる。
葛城健二は、ベビーカーなどを製造するメーカー「アップリカ」の創業者、葛西健蔵（かっさい けんぞう）がモデルであり、作中ではベビーカーがバックルに置き換えられて描かれている。健蔵は実際に実家から出奔しており、「アップリカ」は健蔵肝いりの「葛西乗物株式会社」に端を発する。作中でも言及されているように、健造の父・丑松が運営する「葛西製作所」が『鉄腕アトム』をあしらった学習机を売り出し、「キャラクター商品」のはしりとなった。また、このことがきっかけで健蔵と手塚は知遇を得る。
健蔵は犯罪者の更生にも力を入れていた。健蔵が津田友一（つだ ともかず）と廣瀬昭夫（ひろせ あきお）と出会ったのも、二人が刑事に傷を負わせ、その仲裁を健蔵に求めてきたためである。二人はそれぞれ「トモやん」と「ヒロやん」のモデルであり、二人の邂逅も作品に描かれた通りである。
手塚は健蔵と知り合って以降、更生活動に興味を抱いて健蔵に取材をしたこともあるが、健蔵らと手塚との交遊が深まるのは、手塚が虫プロの倒産により多額の負債を抱え、健蔵のもとを訪ねてきたときであった。健蔵は手塚の描いたキャラクターの版権を一時的に引き受け、債権者から版権が濫用されることを防いだ。また、手塚の窮状を小耳に挟んだ津田と廣瀬は、金融機関や高利貸しをまわって五千万円を工面し、健蔵に託した。手塚は受け取りこそしなかったが、二人の行為に大いに勇気づけられた。この体験から、手塚は集英社より「自叙伝的な」作品の委嘱を受けた際、モデルとして自分とこの3人を選ぶこととした。
2017年の時点で全員が故人となっている。

## 単行本
- 手塚治虫漫画全集『どついたれ』全2巻（講談社、1993年）
  1. ISBN 978-4061759114
  2. ISBN 978-4061759121
- 集英社文庫『どついたれ』全1巻（集英社）
- 集英社ホームリミックス『どついたれ』全1巻（ホーム社/集英社、2011年）
- 手塚治虫文庫全集『どついたれ』全1巻（講談社、2011年）

## ラジオドラマ
『どついたれ〜大阪大空襲〜』（どついたれ おおさかだいくうしゅう）のタイトルにより、2015年5月25日の20:00 - 21:00（JST）にMBSラジオでラジオドラマ化された。毎日放送ラジオ局編成センターの島修一プロデューサーが企画演出、劇作家のオカモト國ヒコが脚本を担当し、手塚プロダクションの許諾を受けてラジオドラマ化される。演じる声は関西の劇団に所属する俳優が務める。

### キャスト
- 哲 - 吉井基師
- 修 - 三坂賢二郎
- 美保 - 牧野未空
- 葛城 - 橋田雄一郎
- 和子 - 上嶋彩記子
- ゴボー - 遠岳大河
- まさる - 河崎脩吾
- 若い男 - 浜崎大介

### スタッフ
- 原作 - 手塚治虫「どついたれ」
- 脚本 - オカモト國ヒコ
- 演出 - 島修一
- 制作著作 - 毎日放送